# Aprosthema peletieri
Aprosthema peletieri is een vliesvleugelig insect uit de familie van de Argidae. De wetenschappelijke naam van de soort is voor het eerst geldig gepubliceerd in 1832 door Villaret.